# ハンバーガー・コンチェルト
『ハンバーガー・コンチェルト』(Hamburger Concerto)は、オランダのプログレッシブ・ロック・バンドのフォーカスが1974年に発表した通算5作目のアルバム。スタジオ・アルバムとしては4作目にあたる。

## 解説

### 経緯
1973年10月、フォーカスは新しいドラマーにイギリス人のブルース・ロック・ミュージシャンのコリン・アレンを迎えた。そして約1か月間のアメリカ・ツアーを行った後、2-4作目と同様にマイク・ヴァーノンのプロデュースにより、1974年1月に本作の制作を開始した。

### 内容
タイトル曲はLPのサイド2全体を占める組曲。タイス・ファン・レール作の「スターター」の冒頭は、ドイツの作曲家ヨハネス・ブラームスが1873年に作曲した「ハイドンの主題による変奏曲」の主題の改作である。第5部「ウェル・ダン」の歌詞はヨースト・ファン・デン・フォンデルが17世紀に作った戯曲Gijsbrecht van Aemstelに基づいている。この曲はオランダでは「O Kerstnacht, schoner dan de dagen」（聖夜よ、どの日よりも美しい）という伝統的なクリスマス・キャロルとして知られる。
サイド1の「Delitae（正しくはDelitiae）Musicae」（音楽の歓び）の題は、フランドル地方の作曲家ヨアヒム・ファン・デン・ホーフェの同名のリュート曲集（1612年）に由来し、その中の「ガイヤルド」を編曲したものである。
ヤン・アッカーマン作の「バース」は、彼の長男が1973年12月30日に誕生したことを祝って作曲された。この曲は本来3分間程度の作品であったが、制作中に編曲が重ねられて8分間近くもの大作になった。そこで、初期の版を「アーリー・バース」として、アルバムに先駆けて発表されたシングル「ハーレム・スカーレム」のB面に収録した。
CD化に際して「アーリー・バース」がボーナス・トラックとして追加された。1997年にはEMIミュージック・ホランドから『フォーカス・アット・ザ・レインボー』と本作を抱き合わせた2枚組CDも発売された。

## 反響・評価
母国オランダでは、本作がアルバム・チャートで最高5位を記録し、シングル「ハーレム・スカーレム」はシングル・チャートで22位に達した。ノルウェーのアルバム・チャートでは7週トップ20入りし、最高16位を記録。全英アルバムチャートでは5週チャート圏内に入り、最高20位を記録。
1974年7月に発売された日本盤LPはオリコンLPチャートで39位となり、チャート順位／売上共に、日本におけるフォーカス最大のヒット作となった。アメリカのBillboard 200では66位に達し、フォーカスにとって3作目の全米トップ100アルバムとなった。
ベン・デイヴィーズはオールミュージックにおいて5点満点中4点を付け「『ムーヴィング・ウェイヴス』や『フォーカスIII』ほど完璧でないとはいえ、過去にリリースされた作品が楽しめる方なら、このアルバムも疑いなく大満足することだろう」と評している。

## 収録曲

### サイド1
1. リュートとリコーダーの為の小品（音楽の歓び） - "Delitae Musicae" (Jan Akkerman) - 1:11
2. ハーレム・スカーレム - "Harem Scarem" (Thijs van Leer) - 5:50
3. ストラスブルグの聖堂 - "La Cathedrale de Strasbourg" (T. van Leer) - 4:58
4. バース - "Birth" (J. Akkerman) - 7:44

### サイド2
1. ハンバーガー・コンチェルト - "Hamburger Concerto" - 20:17
  - スターター - "Starter" (T. van Leer)
  - レア - "Rare" (J. Akkerman)
  - ミディアムI - "Medium I" (T. van Leer)
  - ミディアムII - "Medium II" (J. Akkerman)
  - ウェル・ダン - "Well Done" (T. van Leer)
  - ワン・フォー・ザ・ロード - "One for the Road" (J. Akkerman)

### CDボーナス・トラック
1. アーリー・バース - "Early Birth" (J. Akkerman) - 2:55

## パーソネル
- タイス・ファン・レール – ハモンドオルガン、ピアノ、ハープシコード、エレクトリックピアノ、アープ・シンセサイザー、メロトロン、アコーディオン、フルート、リコーダー、ボーカル
- ヤン・アッカーマン – ギター、リュート、ティンパニ
- ベルト・ライテル – ベース、オートハープ、パーカッション
- コリン・アレン – ドラムス、パーカッション